# 2421 Nininger
2421 Nininger eller 1979 UD är en asteroid i huvudbältet som upptäcktes den 17 oktober 1979 av den amerikanske astronomen Edward L.G. Bowell vid Anderson Mesa Station. Den är uppkallad efter den amerikanske Harvey H. Nininger.
Asteroiden har en diameter på ungefär 39 kilometer.